# Čertovica (sedlo)
Čertovica je sedlo na severním Slovensku v Nízkých Tatrách. Spojuje Bocianskou dolinu a Liptov s dolinou Štiavničky a Horním Pohroním. Zároveň odděluje Ďumbierské Tatry na západě a Kráľovohoľské Tatry na východě. Má nadmořskou výšku 1232 m n. m.
Sedlem vede silnice I/72 Kráľova Lehota-Podbrezová. Je zároveň nejvýše položeným sedlem Slovenska, kterým prochází silniční spojení. V současnosti je rekreačním střediskem zimní (chaty, lyžařský vlek) a letní turistiky. Sedlem vede hranice mezi okresy okresy Liptovský Mikuláš (Žilinský kraj) a Brezno. Sedlem prochází také červenou barvou značená turistická stezka, součást Cesty hrdinů SNP.

## Geologie
Oblast sedla tvoří významné geologické rozhraní Západních Karpat. Je jediným místem, kde na povrch vystupuje Čertovická linie, rozhraní mezi tatrikem a veporikem.